# Någon skall vaka i världens natt
Någon skall vaka i världens natt är en norsk psalmmed text skriven 1975 av Svein Ellingsen med svensk text från 1978 av Britt G Hallqvist. Melodin är komponerad 1975 av Trond Kverno.

## Publicerad i
- 1986 års psalmbok som nr 413 under rubriken "Vittnesbörd - tjänst - mission".
- Svensk psalmbok för den evangelisk-lutherska kyrkan i Finland (1986) som nr 487 under rubriken "Ansvar och tjänande".
- Psalmer och Sånger 1987 som nr 473 under rubriken "Kyrkan och nådemedlen - Vittnesbörd - tjänst - mission".[1]